# Clarke Scholes

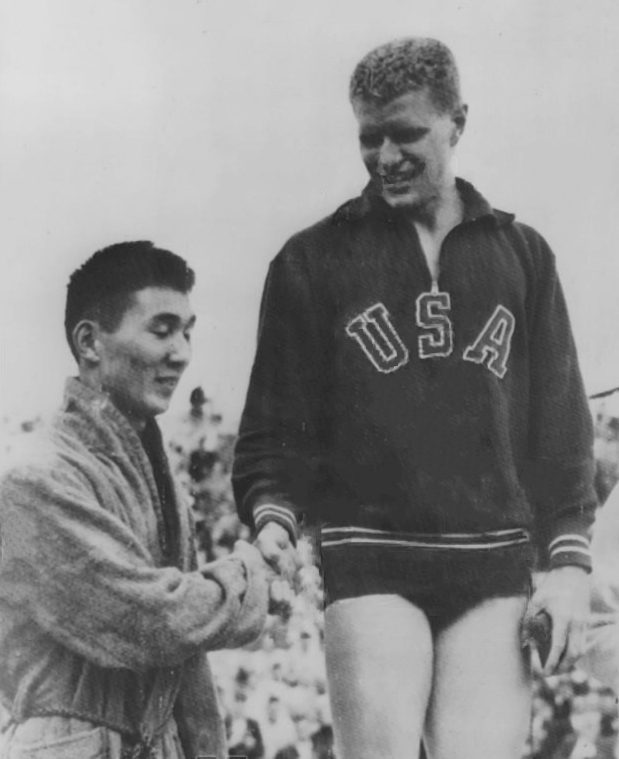
Hiroshi Suzuki und Clarke Scholes (1952)

Clarke Currie Scholes (* 25. November 1930 in Detroit, Michigan; † 5. Februar 2010 ebenda) war ein Schwimmer aus den Vereinigten Staaten. Er wurde bei den Olympischen Spielen 1952 in Helsinki Olympiasieger über 100 Meter Freistil und siegte drei Jahre später auf der gleichen Distanz bei den Panamerikanischen Spielen in Mexiko-Stadt.

## Karriere
Scholes begann als Neunjähriger bei der Michigan Inter-Club Swimming Association und wurde dort von der Olympiasiegerin im Wasserspringen Elizabeth Becker-Pinkston trainiert. Später übernahm deren Mann Clarence Pinkston, ebenfalls Olympiasieger im Wasserspringen, das Training. Während seines Wirtschaftsstudiums schwamm der 1,91 Meter große Clarke Scholes für die Michigan State University und trainierte bei Charles McCaffrey. Er gewann fünf Meistertitel der National Collegiate Athletic Association über 50, 100 und 400 Yards Freistil und zwei Hallenmeistertitel der Amateur Athletic Union über 100 Yards Freistil.
Bei den Olympischen Spielen 1952 in Helsinki erreichten über 100 Meter Freistil die 24 schnellsten Schwimmer aus den Vorläufen die Halbfinalläufe, Vorlaufschnellster war der Schwede Göran Larsson in 57,5 Sekunden vor Dick Cleveland aus den Vereinigten Staaten. Im Halbfinale war Clarke Scholes in 57,1 Sekunden Schnellster vor seinem Landsmann Ronald Gora, während Dick Cleveland mit der zehntbesten Zeit ausschied. Im Finale schlugen dann Clarke Scholes und der Japaner Hiroshi Suzuki zeitgleich nach 57,4 Sekunden an. Scholes erhielt die Goldmedaille nach Kampfgerichtsentscheid, hinter Suzuki ging die Bronzemedaille an Göran Larsson; Ronald Gora wurde Achter.
Bei den US-Meisterschaften blieb auch in den nächsten beiden Jahren Dick Cleveland der maßgebliche Schwimmer. Scholes kehrte 1955 noch einmal zurück. Bei den Panamerikanischen Spielen in Mexiko-Stadt gewann er in 57,7 Sekunden vor dem Kanadier George Park und Carl Woolley aus den Vereinigten Staaten. Mit der 4-mal-100-Meter-Lagenstaffel in der Besetzung Frank McKinney, Fred McGuire, Leonide Barcke und Clarke Scholes als Schlussschwimmer erhielt er eine zweite Goldmedaille.
Clarke Scholes war nach Abschluss seines Wirtschaftsstudiums als Verkaufsrepräsentant tätig. 1975 nahm er an einem Altersklassenwettbewerb in St. Louis teil, gewann und schwamm danach nie wieder. In seiner Freizeit war Scholes am Grosse Point Theatre aktiv.
Im Jahr 1980 wurde Scholes in die International Swimming Hall of Fame aufgenommen.